# 서민 (학자)
서민(徐珉, 1967년 2월 4일 ~ )은 대한민국의 기생충학 학자이자 칼럼니스트, 방송인이다.

## 이력
서민 교수는 1967년 검사 아버지, 약사 어머니 사이 4남매 중 장남으로 태어났다. 서민은 인터뷰나 방송에서 자신의 외모를 농담의 소재로 삼곤 한다. 어릴 적부터 '눈 작고 못생긴 애'로 통했으며, 중학생 때에는 선생님마저 그의 작은 눈을 조롱하는 일이 있었다고 한다. 친구가 없어 제기를 차며 시간을 보내곤 했다.
1985년에는 서울대학교 의과대학에 입학했다. 서울대 의대 방송반에서 활동하던 중 '킬리만자로의 회충'이란 극본을 쓰게 됐고, 이를 계기로 기생충학을 전공하게 된다. 1992년에 학부를 학사 학위했으며, 1994년 동 대학원에서 석사, 1998년 동 대학원에서 박사 학위를 받고, 1999년 4월에는 육군 제5군단에서 육군 군의관 대위 예편한 그는 이후 1999년 8월부터 단국대 의대 기생충학과 교수로 재직하고 있다.
서민은 자신의 인생을 바꾼 책으로 강준만 교수가 만드는 월간 인물과 사상을 꼽았다. 공중보건의 시절 1997년 우연한 계기로 인물과 사상을 읽었고, 이후 지역차별, 여성차별 등 각종 사회문제에 대해 관심을 갖기 시작했다.
이후에는 본격적으로 칼럼니스트로 활동했다. 2002년부터는 딴지일보에 '마테우스'란 필명으로 글을 쓰기 시작했고, 2004년엔 한겨레신문에서 실명 칼럼니스트로 데뷔했다. 2013년에는 윤창중을 소재로 경향신문에 쓴 풍자 칼럼 '윤창중은 그럴 사람이 아니다'가 화제를 끌었다.
2010년대에는 방송 출연도 하고 있다. 2013년 8월부터 2014년 2월까지는 컬투의 베란다쇼에 패널로 출연했으며, 지식콘서트, 아침마당, 여유만만 등에도 출연했다.
서민은 1999년과 2008년 결혼한 바가 있다. 1999년에는 부유한 집안의 여성 의사와 결혼했으나 성격 차이로 6개월만에 갈라섰다. 이후 선을 보다가 지금의 아내를 만나 2008년 1월에 재혼했다. 서민은 여러 인터뷰에서 부인에 대한 이야기를 자주 한다. 아내의 미모를 칭송하기도 하고, 자신을 닮은 자식이 나올까봐 결혼 조건으로 '아이를 갖지 말자'고 했다. 실제로 2015년 4월 현재 서민 부부 사이에 자식은 없다.
2020년 조국을 비롯한 문재인 정부를 비판하는 《한 번도 경험해보지 못한 나라: 민주주의는 어떻게 끝장나는가》, 일명 "조국흑서"의 집필에 참여하였다. 이후 서민은 10월에 예정되어 있던 강의가 이유 없이 취소되었는데, 누군가 보낸 문자에 본인이 대깨문이라며 문재인을 비판했기 때문에 강의 취소 압력을 넣었다고 적혀있었다고 밝혔다.

## 저서
- 《한 번도 경험해보지 못한 나라: 민주주의는 어떻게 끝장나는가》, 2020
- 《윤지오 사기극과 그 공범들》, 2019
- 《서민 독서: 책은 왜 읽어야 하는가》, 2017
- 《여혐, 여자가 뭘 어쨌다고: 김치녀에서 맘충까지 일상이 돼버린 여성 차별과 혐오를 고발한다》, 2017
- 《서민적 정치: 좌·우파를 넘어 서민파를 위한 발칙한 통찰》, 2017
- 《서민적 글쓰기》, 2015
- 《서민의 기생충 열전》, 2013
- 《세상에게 어쩌면 스스로에게》 (공저), 2013
- 《헬리코박터를 위한 변명》, 2005
- 《대통령과 기생충》, 2004
- 《기생충의 변명》, 2002

## 방송
- MBC 《컬투의 베란다쇼》
- EBS 《까칠남녀》
- JTBC 《김제동의 톡투유 - 걱정 말아요! 그대》 105회 게스트
- OtvN 《어쩌다 어른》